# Polisportiva Dinamo 2025-2026
Questa voce raccoglie le informazioni riguardanti la Polisportiva Dinamo nelle competizioni ufficiali della stagione 2025-2026.

## Stagione
La stagione 2025-2026 della Polisportiva Dinamo, sponsorizzata Banco di Sardegna, è la 16ª consecutiva nel massimo campionato italiano di pallacanestro, la Serie A.
Aggiornato al 18 agosto 2025.
| Dinamo Sassari 2025-26 | Dinamo Sassari 2025-26 |
| Giocatori              | Staff tecnico          |
| ---------------------- | ---------------------- |

| N. | Naz.                   | Ruolo | Nome                | Anno | Alt.   | Peso   |  |
| -- | ---------------------- | ----- | ------------------- | ---- | ------ | ------ |  |
| 2  | Stati Uniti (bandiera) | AP    | Carlos Marshall     | 1999 |        |        |  |
| 4  | Stati Uniti (bandiera) | P     | Desure Buie         | 1997 | 180 cm | 73 kg  |  |
| 6  | Italia (bandiera)      | P     | Alessandro Zanelli  | 1992 | 188 cm | 82 kg  |  |
| 7  | Senegal (bandiera)     | C     | Fadilou Seck        | 1997 | 206 cm | 105 kg |  |
| 9  | Lituania (bandiera)    | PG    | Laurynas Beliauskas | 1997 | 193 cm | 80 kg  |  |
| 10 | Stati Uniti (bandiera) | G     | Nate Johnson        | 1998 | 194 cm | 86 kg  |  |
| 11 | Italia (bandiera)      | GA    | Marco Ceron         | 1992 | 195 cm | 100 kg |  |
| 14 | Italia (bandiera)      | PG    | Enrico Casu         | 2005 |        |        |  |
| 22 | Italia (bandiera)      | C     | Luca Vincini        | 2003 | 207 cm | 106 kg |  |
| 24 | Italia (bandiera)      | AG    | Andrea Mezzanotte   | 1998 | 207 cm | 98 kg  |  |
| 25 | Stati Uniti (bandiera) | AG    | Rashawn Thomas      | 1994 | 203 cm | 104 kg |  |
| 29 | Stati Uniti (bandiera) | C     | Nick McGlynn        | 1996 | 206 cm | 106 kg |  |
| -  | Italia (bandiera)      | AC    | Michele Cipriano    | 2009 | 200 cm | 95 kg  |  |

| Allenatore                                                                         |
| - Massimo Bulleri                                                                  |
| Assistente/i                                                                       |
| - Massimiliano Oldoini Legenda - (C) Capitano - (IN) Inattivo - Infortunato Roster |

## Mercato

### Sessione estiva
| C  | Fadilou Seck        | Basket Torino         | svincolato |
| AG | Andrea Mezzanotte   | Universo Treviso      | svincolato |
| G  | Nate Johnson        | Neptūnas Klaipėda     | svincolato |
| P  | Alessandro Zanelli  | Scafati Basket        | svincolato |
| C  | Nick McGlynn        | Kolossos Rodi         | svincolato |
| GA | Marco Ceron         | Pistoia Basket        | svincolato |
| P  | Desure Buie         | Neptūnas Klaipėda     | svincolato |
| AP | Carlos Marshall     | Elitzur Ironi Natanya | svincolato |
| PG | Laurynas Beliauskas | Juventus Utena        | svincolato |

| Cessioni | Cessioni               | Cessioni            | Cessioni       | Cessioni |
| R.       | Nome                   | a                   | Modalità       |          |
| -------- | ---------------------- | ------------------- | -------------- | -------- |
| PG       | Matteo Tambone         | V.L. Pesaro         | fine contratto |          |
| AG       | Eimantas Bendžius      | Amici Pall. Udinese | fine contratto |          |
| AP       | Giovanni Veronesi      | Vanoli Cremona      | opzione uscita |          |
| P        | Justin Bibbins         | Digione             | fine contratto |          |
| P        | Alessandro Cappelletti | Trapani Shark       | fine contratto |          |
| G        | Brian Fobbs            | EWE Oldenburg       | fine contratto |          |
| C        | Nate Renfro            | Pall. Varese        | fine contratto |          |
| C        | Miralem Halilović      | Bosna Royal         | fine contratto |          |
| G        | Erten Gazi             | Esenler Erokspor    | fine contratto |          |
| P        | Brianté Weber          | Universo Treviso    | fine contratto |          |
| AP       | Michał Sokołowski      |                     | fine contratto |          |
| AG       | Mattia Udom            |                     | fine contratto |          |
| P        | Stefano Trucchetti     | V.L. Pesaro         | risoluzione    |          |